# 水道橋 (神田川)
水道橋（すいどうばし）は、東京都千代田区と文京区の間を流れる神田川に架かる橋である。右岸（南側）が千代田区神田三崎町一・二丁目、左岸は上流側が文京区後楽一丁目、下流側が同本郷一丁目となる。
文京区には水道という町名があるが、本橋より神田川沿いに2kmほど上流に離れている。また神田川をはさんで文京区水道の対岸には新宿区水道町という町名があり、これらの地名はいずれも神田上水に由来する。

## 歴史

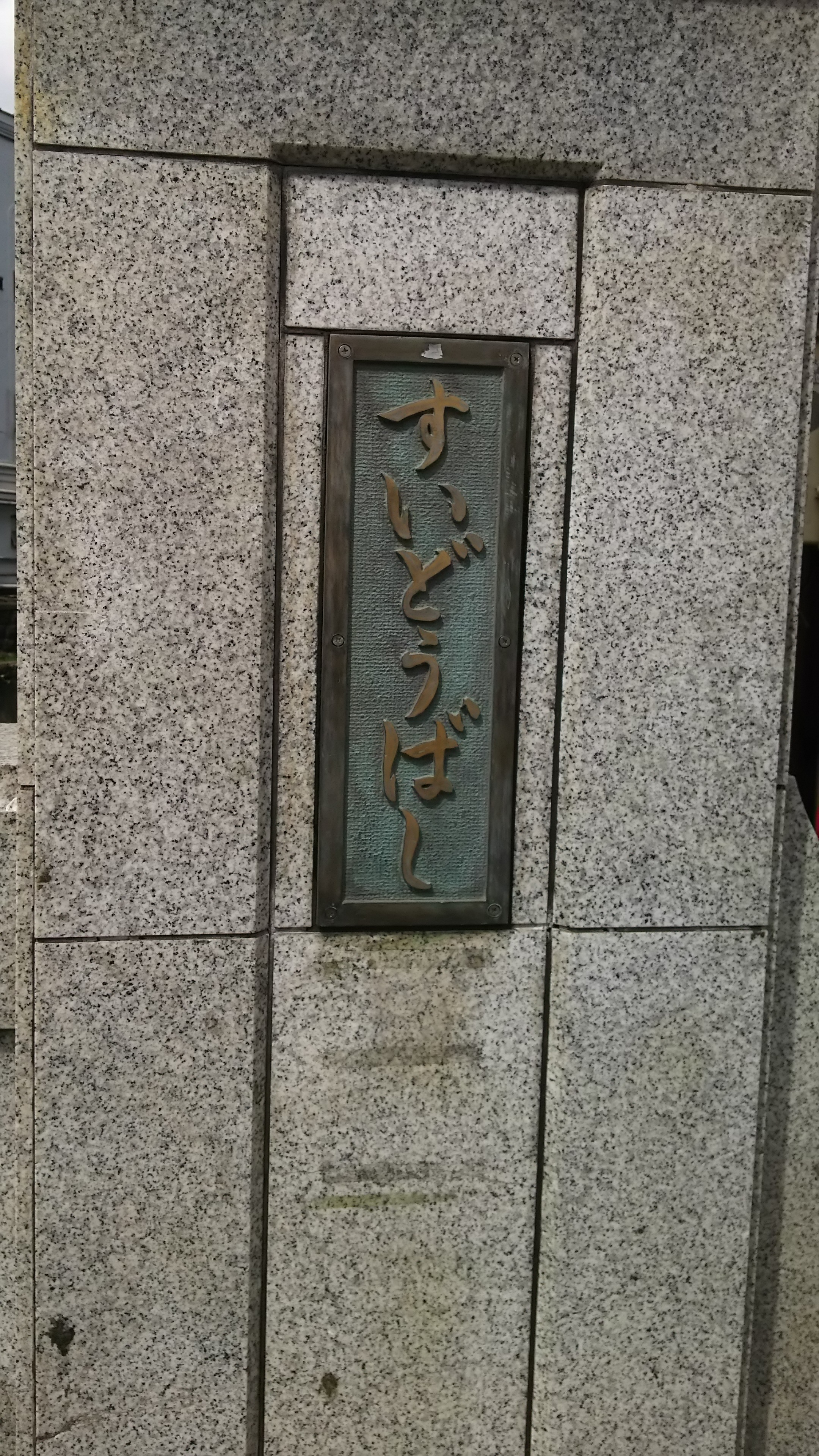
「すいどうばし」と書かれた水道橋の橋名板。

江戸時代初期に神田川の開削に合わせて架けられたのが始まりで、当初は現在よりやや下流に位置していた。
付近にあった吉祥寺から「吉祥寺橋」とも呼ばれた時期もあるが、この寺院は1657年（明暦3年）の明暦の大火で焼失し、本駒込に移転している。1670年（寛文12年）の地図では「水道橋」と表記されており、この橋名は、本橋の下流に神田上水懸樋があったことに由来する。1928年（昭和3年）6月30日に、長さ17.8m、幅30.7mの鋼橋が架けられた。現在の橋は1988年（昭和63年）3月に架け替えられたものであり、先代よりやや大ぶりの橋である。

## 交通
上下各4車線の白山通り（東京都道301号白山祝田田町線）を渡し、地下には都営地下鉄三田線が通る。白山通りは、本橋左岸（北岸）側の水道橋交差点で外堀通りと交差する。右岸（南岸）側にはJR中央線が通り、水道橋駅東口が至近にある。三田線の水道橋駅は水道橋交差点の北側にあり、本橋を渡っての乗り換えとなる。
- 水道橋（2019年4月撮影）
- 水道橋から神田川を見る（2019年4月撮影）
- 『江戸図屏風』に描かれた江戸時代初期の水道橋。橋の下側に描かれているのが懸樋
- 水道橋駅附近にある神田上水懸樋跡の石碑（2012-08撮影）

## 隣接する橋
- 神田川

（上流側） - 後楽橋 - 水道橋 - お茶の水橋 - （下流側）

## 関連文献
- 斎藤長秋 編「巻之二 天枢之部 お茶の水水道橋」『江戸名所図会』 一、有朋堂書店〈有朋堂文庫〉、1927年、92-93頁。NDLJP:1174130/52。